# Hranice (okres Cheb)
Hranice (Duits: Roßbach, Roßbach bei Asch of Rossbach) is een stadje in de Tsjechische regio Karlsbad. Het is de meest westelijke stad van Tsjechië, en ligt dan ook aan de grens met Duitsland. Hranice is lid van de vereniging Freunde im Herzen Europas. Hranice wordt ook wel Hranice u Aše genoemd om het te onderscheiden van andere plaatsen die Hranice heten, zoals Hranice na Moravě en Hranice (okres České Budějovice).

## Geschiedenis
De stichting van de stad vond waarschijnlijk in de 12e eeuw plaats. De oudste vermelding van Hranice stamt uit 1318. De stad hoorde toen bij de kerk van Hof (Duitsland). Het oorspronkelijke dorp Hranice lag op de handelsweg tussen Cheb en Plauen. In het jaar 1413 leefde de bevolking al grotendeels van de textielarbeid. In 1808 werd de eerste textielfabriek gebouwd. Deze fabriek produceerde vooral voor de export. De meeste inwoners leefden van het werk in de textielindustrie.
De conservatieve bevolking weigerde aansluiting op het wegennetwerk, en met succes. Men dacht dat het de veiligheid niet ten goede zou komen, omdat ze kwetsbaarder zouden worden voor militaire invallen. Hranice verloor nu de aansluiting op de omliggende gebieden en dat leidde tot de ondergang van de industrie in Hranice.
In 1885 werd Hranice wel aan het spoorwegennet aangesloten. De spoorlijn Aš-Hranice werd geopend. De lijn werd later doorgetrokken naar Adorf in Saksen. In 1904 werd de stad op het telefoonnet aangesloten en in 1911 op het elektriciteitsnet.
De stad was eeuwenlang Duitstalig. Na de Tweede Wereldoorlog is de Duitse bevolking echter verjaagd en kwamen er nieuwe Tsjechische inwoners voor in de plaats.
Sinds 1964 heeft Hranice de status van stad. Ook tegenwoordig heeft Hranice nog steeds een spoorwegstation. In de stad zelf staat station Hranice v Čechách, eindpunt van spoorlijn 148. In het dorp Studánka, dat ook tot de gemeente Hranice behoort, staat station Studánka. De lijn loopt niet meer door tot Adorf, maar stopt bij Hranice.

## Bezienswaardigheden
- Evangelische kerk, oorspronkelijk uit de 14e eeuw, met barokke toren
- Rooms-katholieke kerk met twee torens uit 1894

Aš · 
Cheb · 
Dolní Žandov · 
Drmoul · 
Františkovy Lázně · 
Hazlov · 
Hranice · 
Krásná · 
Křižovatka · 
Lázně Kynžvart · 
Libá · 
Lipová · 
Luby · 
Mariënbad (Mariánské Lázně) · 
Milhostov · 
Milíkov · 
Mnichov · 
Nebanice · 
Nový Kostel · 
Odrava · 
Okrouhlá · 
Ovesné Kladruby · 
Plesná · 
Podhradí · 
Pomezí nad Ohří · 
Poustka · 
Prameny · 
Skalná · 
Stará Voda · 
Teplá · 
Trstěnice · 
Třebeň · 
Tři Sekery · 
Tuřany · 
Valy · 
Velká Hleďsebe · 
Velký Luh · 
Vlkovice · 
Vojtanov · 
Zádub-Závišín